# Flippermuseum
Ein Flippermuseum ist ein Museum, das historische und zeitgenössische Flipperautomaten ausstellt und Informationen zur Funktionsweise und Geschichte der Unterhaltungsautomaten vermittelt. In der Regel können die Geräte auch bespielt werden. Flippermuseen sind im weitesten Sinn Teil einer Kultur des Retrogamings.

## Ausgestellte Exponate
Der Schwerpunkt eines Flippermuseums liegt auf der Ausstellung von vornehmlich historischen, mechanischen oder elektromechanischen Flipperautomaten. Zu den historischen Exponaten gehören oft auch Vorgänger des heutigen Flipperspiels wie das sogenannte Bagatelle-Spiel. Die ausgestellten Automaten werden in der Regel erläutert, außerdem werden Funktionsweise und Aufbau eines Flippers anschaulich gemacht und Informationen zur Geschichte des Flipperspiels vermittelt.
In einem Flippermuseum können neben Flippern auch andere Unterhaltungsautomaten ohne Geldgewinnmöglichkeit gezeigt werden, also keine Spielautomaten in der gebräuchlichen Wortbedeutung. Zu den Unterhaltungsautomaten, die Flippern verwandt sind, gehören elektromechanische Arcade-Automaten wie Whac-A-Mole oder Skee ball, bei denen Geschicklichkeit und Reaktionsvermögen des Spielers im Vordergrund stehen. Verwandt sind auch die japanischen Pachinko- und die finnischen Payazzo-Automaten.

## Flippermuseen in Deutschland
Das Deutsche Flippermuseum in Neuwied zeigt rund 150 Flipperautomaten seit den 1930er Jahren. Zu den erwähnenswerten Exponaten zählen:
- Der Wandflipper Euromat Super 2 (1964) aus deutscher Produktion.
- Der Videospielautomat Super Flipper (1975), der einen Röhrenbildschirm aufweist, auf dem ein Flipper simuliert wird.
- Der Flipper Hercules (1979), der als der größte Flipper gilt, der je produziert wurde.
- Der Flipper Haunted House (1982), der drei übereinanderliegende Spielfelder aufweist.
- Der Flipper Orbitor 1 (1982), der eine gewölbte Spielfläche aufweist.
- Der Automat Rapid Fire (1982), der eine Mischung aus Space Invaders und Flipper darstellt.
- Der Flipper Banzai Run (1988), der als einziger Flipperautomat über ein zweites, vertikales Spielfeld verfügt.

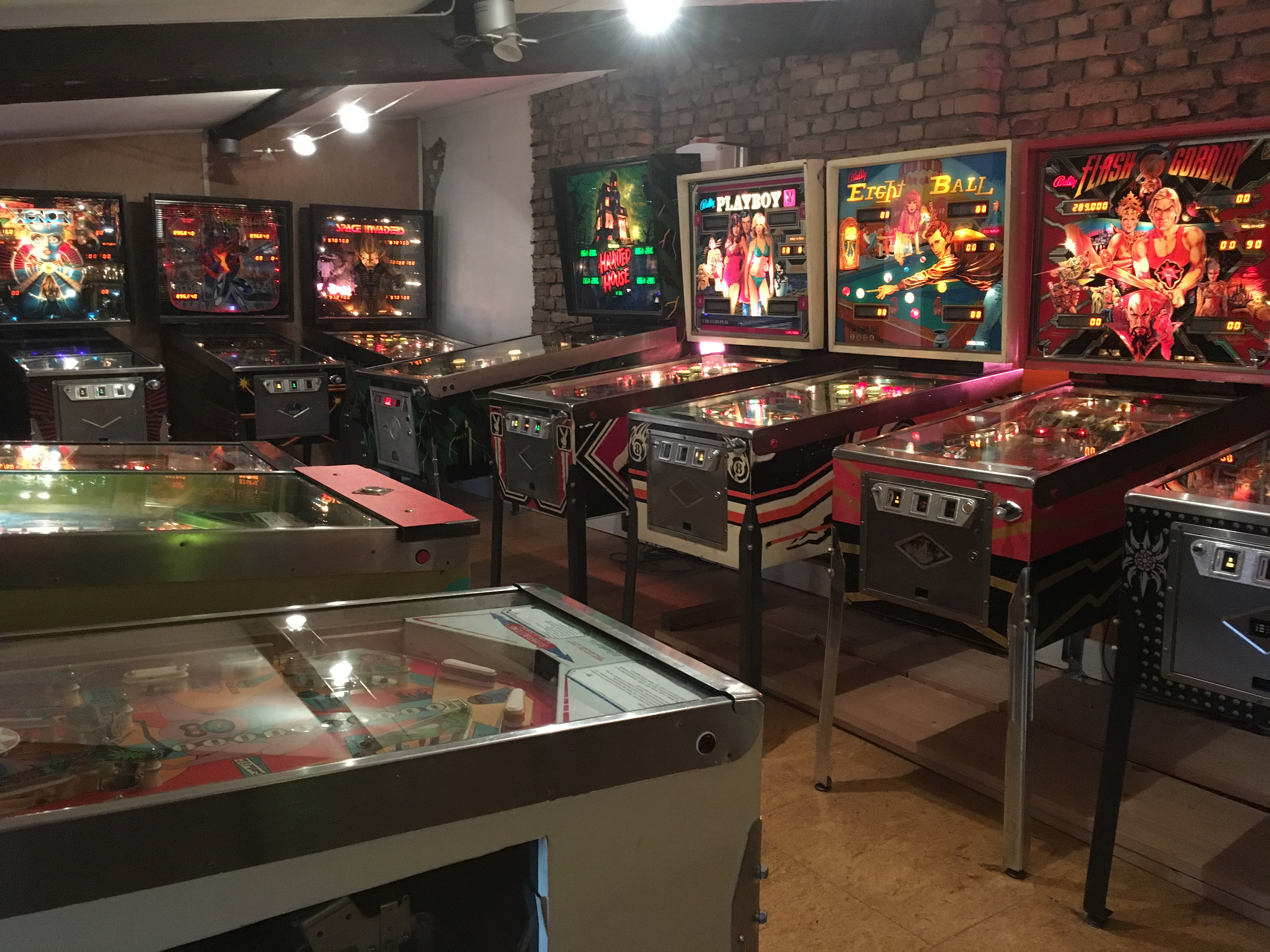
Blick in einen der Räume des Flippermuseums Neuwied
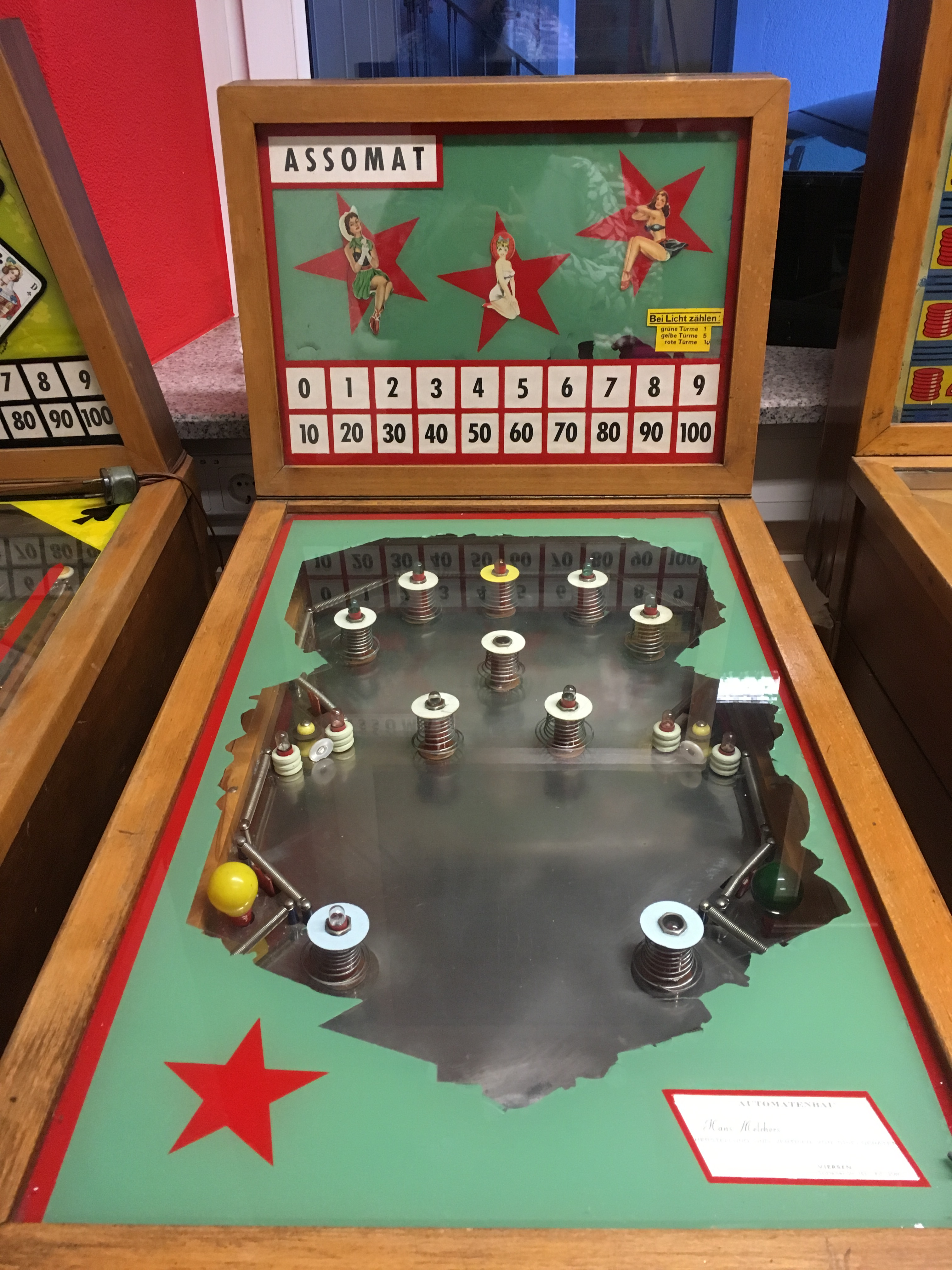
Flippermuseum Neuwied: Früher Flipper Assomat aus deutscher Produktion (50er Jahre)
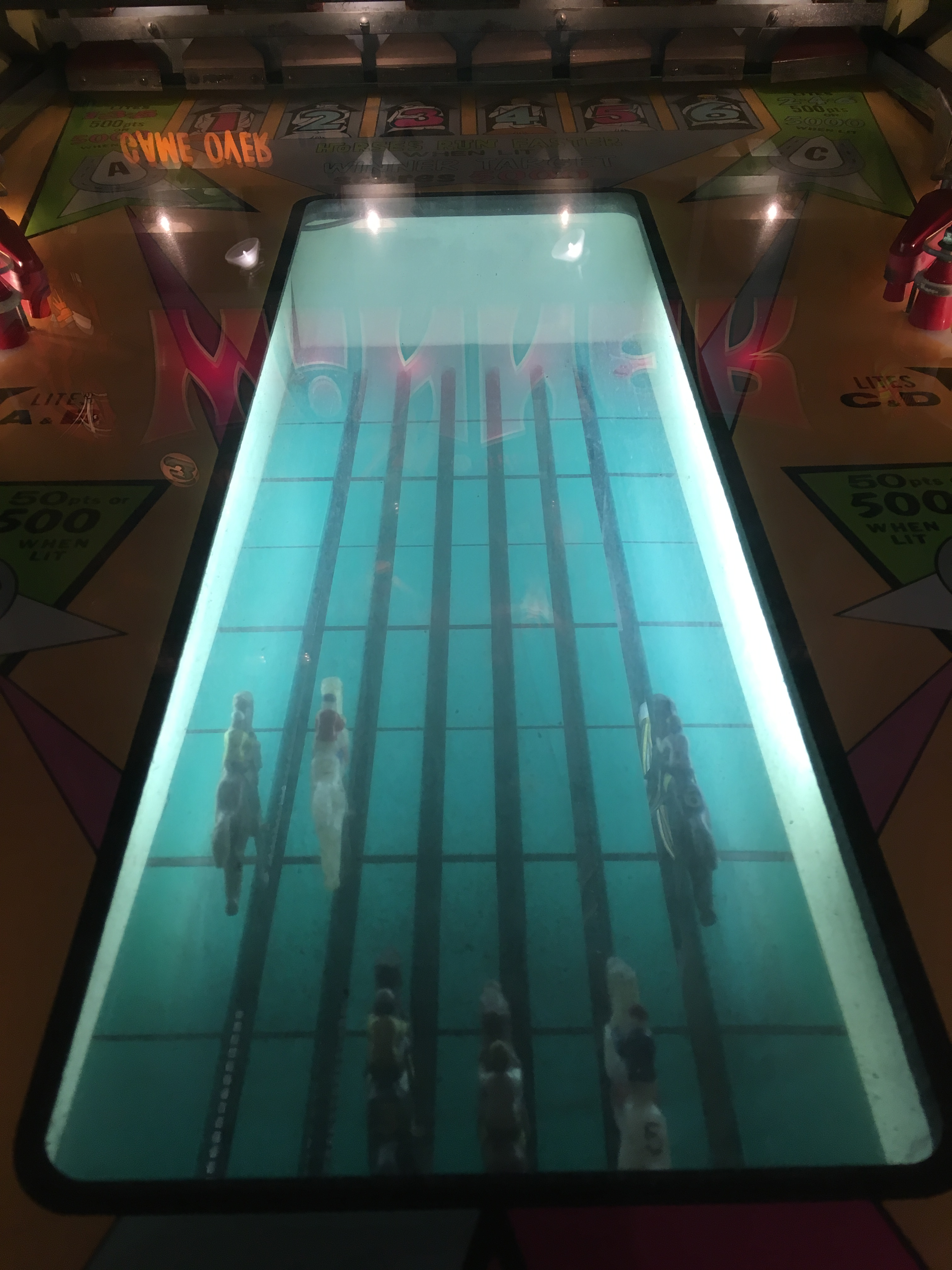
Flippermuseum Neuwied: Flipper mit eingebautem mechanischem Pferderennen
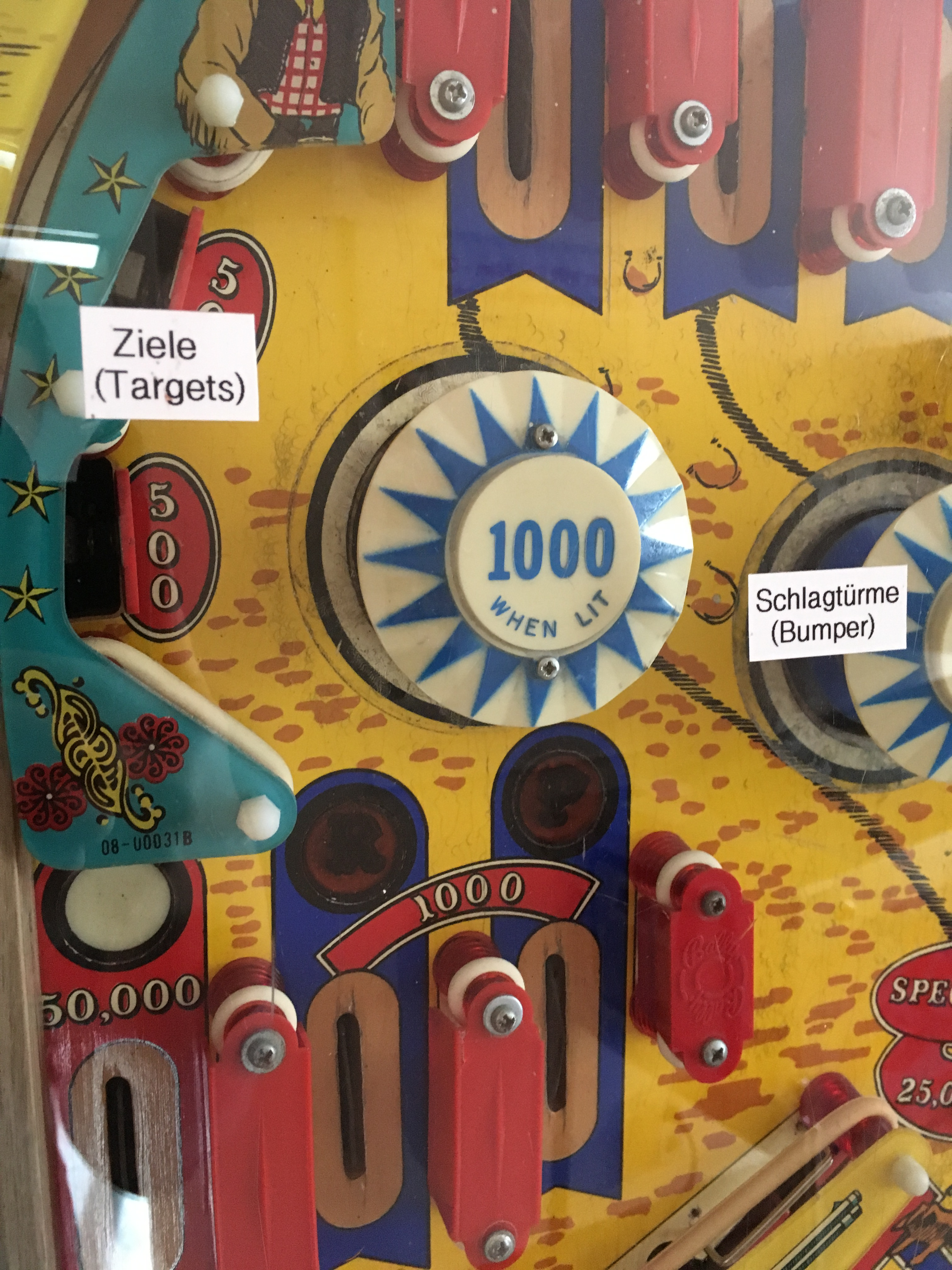
Flippermuseum Neuwied: Erklärungen zum Aufbau eines Flippers
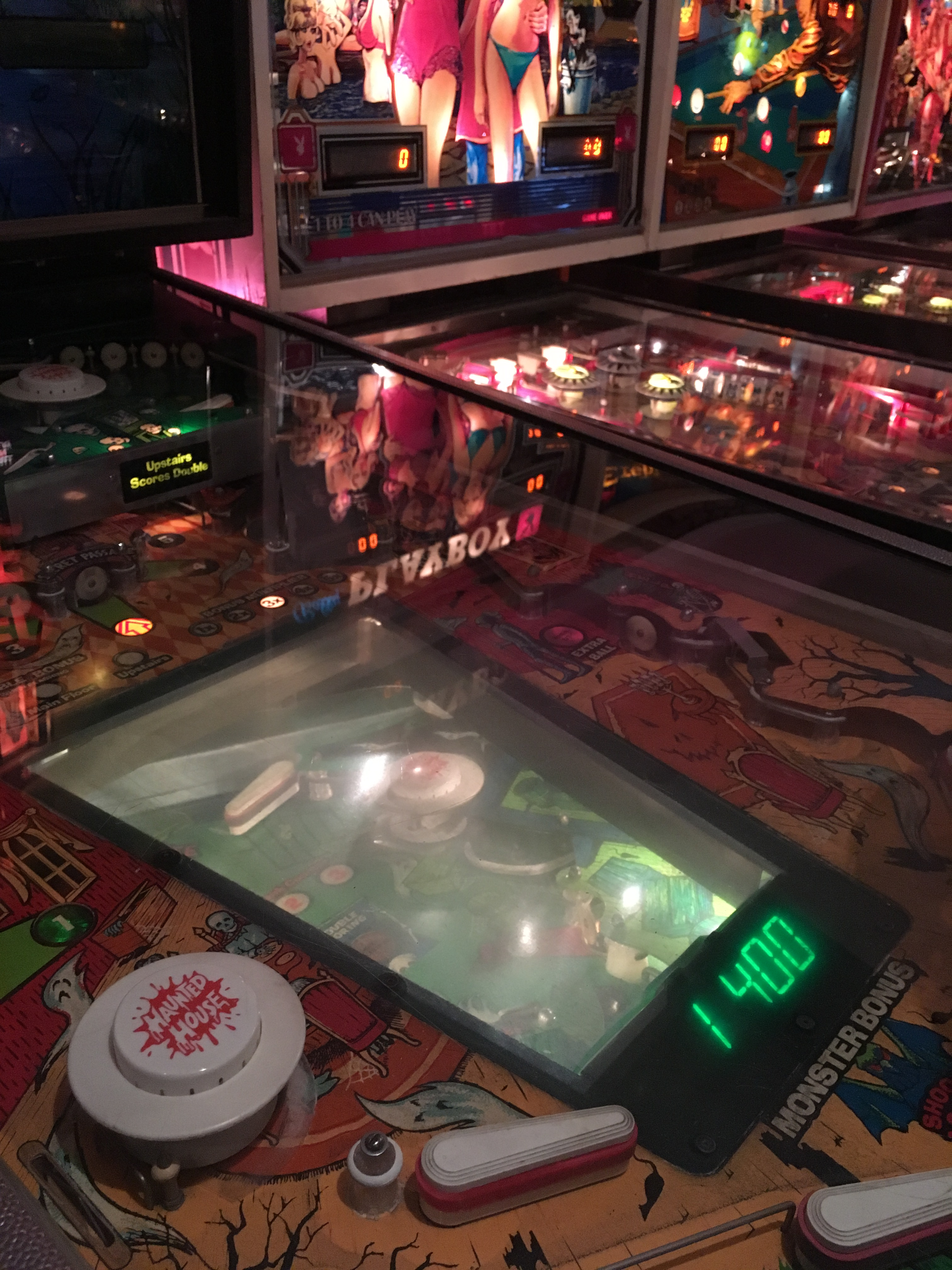
Flippermuseum Neuwied: Flipper Haunted House mit zweiter, scheinbar spiegelverkehrter Spielfläche
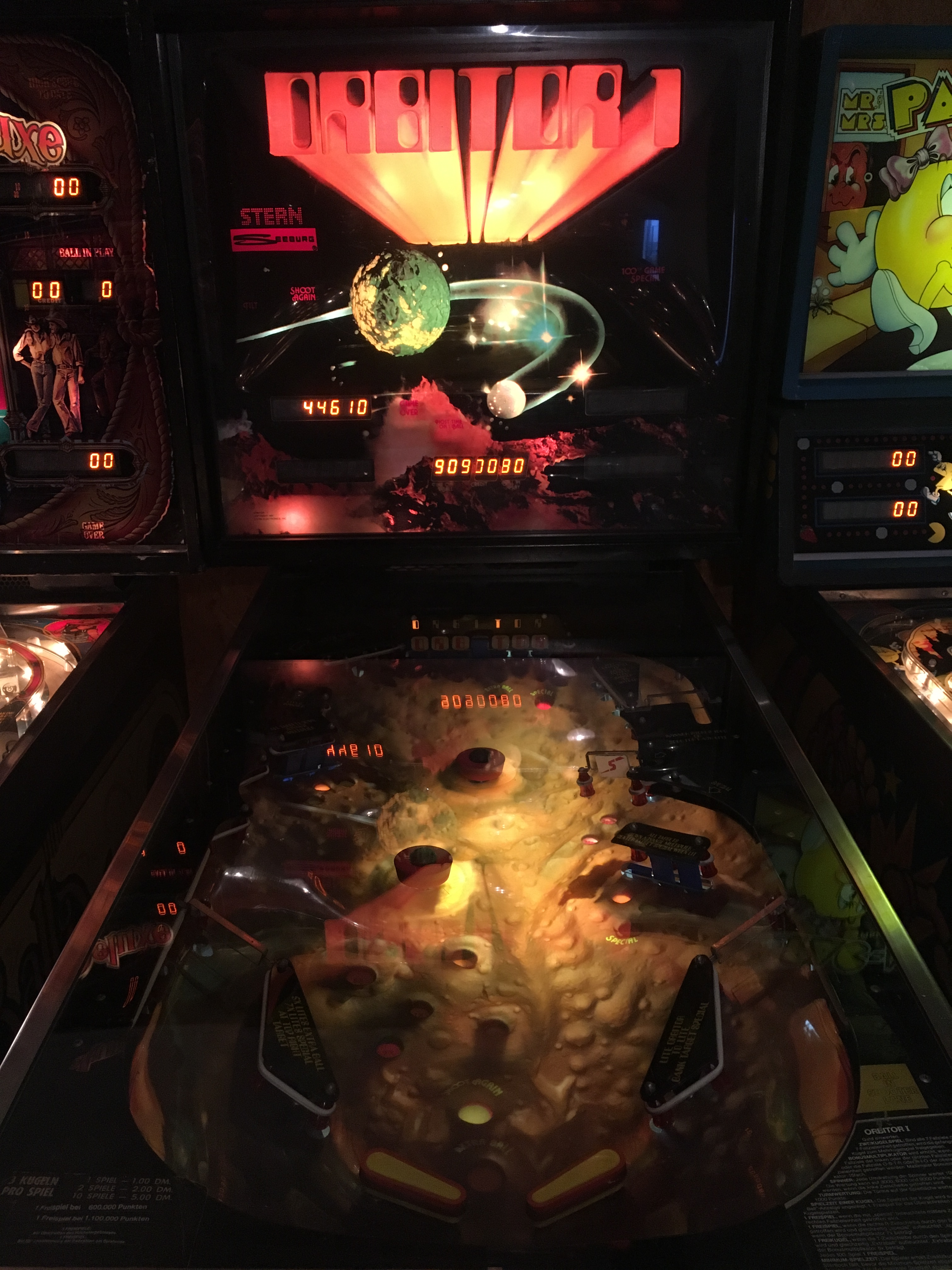
Flippermuseum Neuwied: Flipper Orbitor 1 mit gewölbter Spielfläche
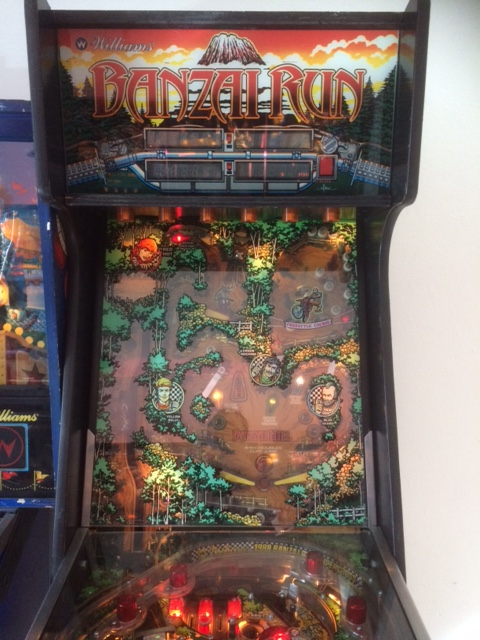
Flippermuseum Neuwied: Flipper Banzai Run, vertikale Spielfläche im Kopfteil des Flippers

Das Flippermuseum in Schwerin (2007 eröffnet) zeigt rund 100 Flipper- und Spielautomaten sowie Jukeboxen. Auch dort sind ein Orbitor 1, ein Herkules, ein Haunted House und ein Euromat zu sehen. 
Ein weiteres Flipper- und Spielhallenmuseum gibt es im hessischen Seligenstadt. 
Alle drei Museen werden von Vereinen betrieben. 
Darüber hinaus gibt es in Deutschland weitere Einrichtungen, die zwar den Namen „Flippermuseum“ tragen, aber eher mit einer Spielhalle vergleichbar sind.